# Estádio Leonardo Nogueira
Estádio Leonardo Nogueira – stadion piłkarski, w Mossoró, Rio Grande do Norte, Brazylia, na którym swoje mecze rozgrywają kluby Associação Cultural Esporte Clube Baraúnas i Associação Cultural e Desportiva Potiguar.
Pierwszy gol: Da Cunha (Alecrim)